# جيمس ستيدمان
جيمس بلير ستيدمان (بالإنجليزية: James Blair Steedman)‏ كان جنديا وطابعا وسياسيا أميركيا. خدم خلال الحرب الأهلية الأمريكية كجنرال في جيش الاتحاد، وقد أظهر براعته في معركة تشيكاموغا في عام 1863 ومعركة ناشفيل في عام 1864..